# Акасаки, Исаму
Иса́му Акаса́ки (яп. 赤崎 勇, 30 января 1929, Тиран — 1 апреля 2021, Нагоя) — японский учёный, известный своими работами в области полупроводникового материаловедения и оптоэлектроники. Лауреат Нобелевской премии по физике, член Японской академии наук (2014). Изобретатель ярких синих нитрид-галлиевых полупроводниковых светодиодов (1989 год) и впоследствии нитрид-галлиевых синих светодиодов повышенной яркости.

## Биография
Родился и вырос в префектуре Кагосима, где во время войны его дом был разрушен, а сам он едва не погиб в результате налёта американской авиации. В 1952 году окончил Киотский университет и некоторое время работал в компании Kobe Kogyo Co. (сейчас Denso Ten). С 1959 года занимался исследовательской работой в области электроники в Нагойском университете и в 1964 году получил степень доктора технических наук. Затем работал в компании Matsushita Electric Industrial, где возглавлял лабораторию фундаментальных исследований и отделение по исследованию полупроводников. С 1981 года профессор факультета электроники Нагойского университета.. С 1992 года работал в Университете Мэйдзё, где с 1996 года был директором центра по исследованию нитридных полупроводников. В 2004 году Нагойский университет присвоил ему звание почётного профессора; в 2006 году здесь открылся названный в его честь Институт Акасаки.
С 1973 года проводил полномасштабные исследования, направленные на создание синих полупроводниковых светодиодов. Технология создания красных и зелёных светодиодов была к тому времени разработана. Проблемой было получение нужных полупроводниковых кристаллов хорошего качества; самыми популярными кандидатами были нитрид галлия и селенид цинка, однако последний отличался не очень высокой стабильностью. В 1985 году Акасаки с сотрудниками достиг успеха, предложив выращивать кристаллы нитрида галлия на подложке из сапфира, покрытой буферным слоем нитрида алюминия. В 1989 году они показали, что легирование атомами магния превращает кристалл нитрида галлия в полупроводник p-типа, способный давать гораздо более интенсивное свечение. На этой основе в начале 1990-х годов были созданы первые синие светодиоды.

## Награды и отличия
- 1991 — Премия газеты «Тюнити»[яп.]
- 1995 — Золотая медаль Генриха Велкера[нем.]
- 1996 — Медаль с Пурпурной Лентой[яп.]
- 1998 — Премия Ранка
- 1998 — C&C Prize
- 1999 — Медаль Гордона Мура[англ.]
- 1999 — Toray Science and Technology Prize
- 2000 — Премия Асахи
- 2002 — Орден Восходящего солнца
- 2002 — Премия Фудзивары[яп.]
- 2004 — Заслуженный деятель культуры[англ.]
- 2008 — Иностранный член Национальной инженерной академии США[8]
- 2009 — Премия Киото по передовым технологиям[9]
- 2011 — Орден Культуры
- 2011 — Медаль Эдисона[10]
- 2014 — Императорская премия Японской академии наук
- 2014 — Нобелевская премия по физике совместно с Хироси Амано и Сюдзи Накамурой[11].
- 2015 — Премия Чарльза Старка Дрейпера (в числе награждённых также Сюдзи Накамура и Ник Холоньяк).
- 2021 — Премия королевы Елизаветы II в области инженерного дела

## Избранные публикации
- Amano H., Sawaki N., Akasaki I., Toyoda Y. Metalorganic vapor phase epitaxial growth of a high quality GaN film using an AlN buffer layer // Applied Physics Letters. — 1986. — Vol. 48. — P. 353–355. — doi:10.1063/1.96549.
- Amano H., Kito M., Hiramatsu K., Akasaki I. P-type conduction in Mg-doped GaN treated with low-energy electron beam irradiation (LEEBI) // Japanese Journal of Applied Physics. — 1989. — Vol. 28. — P. L2112–L2114. — doi:10.1143/JJAP.28.L2112.
- Akasaki I., Amano H., Koide Y., Hiramatsu K., Sawaki N. Effects of ain buffer layer on crystallographic structure and on electrical and optical properties of GaN and Ga1-xAlxN (0 < x ≦ 0.4) films grown on sapphire substrate by MOVPE // Journal of Crystal Growth. — 1989. — Vol. 98. — P. 209–219. — doi:10.1016/0022-0248(89)90200-5.
- Amano H., Kito M., Hiramatsu K., Akasaki I. Growth and Luminescence Properties of Mg-Doped GaN Prepared by MOVPE // Journal of the Electrochemical Society. — 1990. — Vol. 137. — P. 1639–1641. — doi:10.1149/1.2086742.
- Akasaki I., Amano H., Kito M., Hiramatsu K. Photoluminescence of Mg-doped p-type GaN and electroluminescence of GaN p-n junction LED // Journal of Luminescence. — 1991. — Vol. 48-49. — P. 666–670. — doi:10.1016/0022-2313(91)90215-H.
- Hiramatsu K., Itoh S., Amano H., Akasaki I., Kuwano N., Shiraishi T., Oki K. Growth mechanism of GaN grown on sapphire with A1N buffer layer by MOVPE // Journal of Crystal Growth. — 1991. — Vol. 115. — P. 628–633. — doi:10.1016/0022-0248(91)90816-N.
- Akasaki I., Sota S., Sakai H., Tanaka T., Koike M., Amano H. Shortest wavelength semiconductor laser diode // Electronics Letters. — 1996. — Vol. 32. — P. 1105–1106. — doi:10.1049/el:19960743.
- Akasaki I., Amano H. Crystal growth and conductivity control of group III nitride semiconductors and their application to short wavelength light emitters // Japanese Journal of Applied Physics. — 1997. — Vol. 36. — P. 5393–5408. — doi:10.1143/jjap.36.5393.
- Takeuchi T., Amano H., Akasaki I. Theoretical study of orientation dependence of piezoelectric effects in wurtzite strained GaInN/GaN heterostructures and quantum wells // Japanese Journal of Applied Physics. — 2000. — Vol. 39. — P. 413–416. — doi:10.1143/jjap.39.413.
- Акасаки И. Увлекательные приключения в поисках синего света: Нобелевская лекция // УФН. — 2016. — Т. 186. — С. 504–517. — doi:10.3367/UFNr.2014.12.037725.